# Leiella fulva
Leiella fulva är en tvåvingeart som beskrevs av Lane 1954. Leiella fulva ingår i släktet Leiella och familjen svampmyggor. Inga underarter finns listade i Catalogue of Life.